# Ambitious! Yashinteki de Ii Jan
Singles de Morning Musume
Sexy Boy ~Soyokaze ni Yorisotte~
(2006) Aruiteru
(2006)
Ambitious! Yashinteki de Ii Jan (Ambitious！野心的でいいじゃん) est le 30e single du groupe féminin de J-pop Morning Musume, sorti en 2006.

## Présentation
Le single sort le 21 juin 2006 au Japon sur le label zetima. Il est écrit et produit par Tsunku, sauf exceptionnellement les paroles de la chanson en "face B", écrites par Shinji Kimura. Il atteint la 4e place du classement Oricon, et reste classé pendant 6 semaines, pour un total de 47 159 exemplaires vendus durant cette période. C'est le premier single du groupe à sortir également au format "CD+DVD" dans une édition limitée, avec dans ce cas une pochette différente, neuf autres pochettes inter-changeables (une pour chaque membre) et un DVD en supplément avec deux chansons filmés en concert. Le single sort aussi au format "single V" (DVD).
C'est le dernier single avec Asami Konno et Makoto Ogawa, qui quittent le groupe le mois suivant pour continuer leurs études. La chanson-titre figurera sur le huitième album du groupe, Sexy 8 Beat de 2007.

## Formation
Membres du groupe créditées sur le single :
- 4e génération : Hitomi Yoshizawa
- 5e génération : Ai Takahashi, Asami Konno (dernier single), Makoto Ogawa (dernier single), Risa Niigaki
- 6e génération : Miki Fujimoto, Eri Kamei, Sayumi Michishige, Reina Tanaka
- 7e génération : Koharu Kusumi

## Titres
Single CD
1. Ambitious! Yashinteki de Ii Jan (Ambitious！野心的でいいじゃん?)
2. Watashi ga Tsuiteru. (わたしがついてる。?)
3. Ambitious! Yashinteki de Ii Jan (Instrumental)

DVD de l'édition limitée
1. Ambitious! Yashinteki de Ii Jan (Ambitious！野心的でいいじゃん?)
2. Aozora ga Itsumademo Tsuzuku Yô na Mirai de Are! (青空がいつまでも続くような未来であれ!?)
3. Member Comment (メンバーコメント?)

Single V (DVD)
1. Ambitious! Yashinteki de Ii Jan (Ambitious！野心的でいいじゃん?)
2. Ambitious! Yashinteki de Ii Jan (Dance Shot Ver.) (Ambitious！野心的でいいじゃん?)
3. Making Eizô (メイキング映像?)